# Isla Trinidad (Buenos Aires)
La isla Trinidad es una isla marítima de Argentina ubicada al sur de Punta Alta en la provincia de Buenos Aires. La isla tiene un largo aproximado de 34 kilómetros en sentido noroeste-sudeste, y un ancho máximo de 12 kilómetros. Al norte se encuentra la isla Bermejo, mientras que al sur se halla la bahía Falsa y las islas Wood y Ariadna.
Al igual que en las islas Wood, Embudo, Bermejo y Ariadna, la isla Trinidad forma parte de la Reserva Provincial de Uso Múltiple Bahía Blanca, Verde y Falsa. Desde 1890 se desarrollan actividades ganaderas. La isla también es utilizada para recreación y la pesca deportiva. Tiene una altitud máxima que supera los 20 metros. Sus costas son frecuentadas por delfines y en las playas ubicadas en la zona sudeste existe una colonia de lobos marinos de un pelo.
Por el decreto provincial 449/99 el municipio del partido de Coronel Rosales ejerce la tenencia y administración de las islas Del Embudo, Bermejo y Trinidad, tres de las islas de la ría de Bahía Blanca, que suman alrededor de 400 km². Sin embargo, esas islas no pertenecen legalmente al partido de Coronel Rosales, sino que forman parte del partido de Villarino.

## Historia
A partir de 1944 la isla Trinidad estuvo en manos de la familia Gutiérrez, quienes también administraron la isla Bermejo, dedicándose principalmente a la pesca del cazón (Galeorhinus galeus). Más tarde instalaron aguadas, molinos y corrales, para criar ganado ovino y cultivar cebada. En 1961 cesó la concesión a los Gutiérrez, recayendo sobre estancieros que únicamente explotaron la cría de chivas y ovejas, sin desarrollar otro tipo de actividad.